# Греция на летних Олимпийских играх 1972
Греция принимала участие в Летних Олимпийских играх 1972 года в Мюнхене (ФРГ) в семнадцатый раз за свою историю и завоевала две серебряные медали. Сборную страны представляли 2 женщины.

## Серебро
- Парусный спорт, мужчины — Илиас Хатзипавлис.
- Греко-римская борьба, мужчины — Петрос Галактопулос.